# RIM-2 Terrier
RIM-2 Terrier var en luftvärnsrobot med medel lång räckvidd utvecklad för USA:s flotta och kom att bli den först luftvärnsroboten att tas i tjänst. Den utvecklades från en testrobot som användes för utvecklingsarbetet med den betydligt större RIM-8 Talos.

## Bakgrund
Under andra världskriget utsattes amerikanska stridsfartyg för anfall av nya vapen som sjömålsrobotarna Hs 293 och Fritz X i Europa och Yokosuka Ohka i Stilla havet. Dessa vapen släpptes från bombflygplan på säkert avstånd från fartygens luftvärnsartilleri. Därför inleddes 1944 Projekt Bumblebee som hade som mål att utveckla ramjet-drivna luftvärnsrobotar med tillräcklig räckvidd för att kunna skjuta ner bombflygplanen innan de kunde avfyra sina vapen.

## Utveckling
De första ramjet-drivna testrobotarna i Cobra-serien flög 1945, vilket ledde fram till PTV (Propulsion Test Vehicle) 1947. För att prova ut ledstrålestyrning för robotar som flög i överljudshastighet, tog man fram CTV-N-8 Bumblebee STV (Supersonic Test Vehicle) 1948. Efter provskjutningar av den mindre provroboten som drevs med en fastbränsleraket kom man fram till att den var tillräckligt lovande för att utveckla till ett mindre robotsystem som skulle bli RIM-2 Terrier.

## Varianter
| Beteckning           | Beteckning | Noteringar                                   |
| före 1962            | efter 1962 | Noteringar                                   |
| -------------------- | ---------- | -------------------------------------------- |
| SAM-N-7 BW-0         | RIM-2A     |                                              |
| SAM-N-7 BW-1         | RIM-2B     |                                              |
| SAM-N-7 BT-3         | RIM-2C     |                                              |
| SAM-N-7 BT-3A/-3A(N) | RIM-2D     |                                              |
| SAM-N-7 HT-3         | RIM-2E     | Första modellen med Semiaktiv radarmålsökare |
|                      | RIM-2F     |                                              |

## Användare
- Italiens flotta
  - Giuseppe Garibaldi
  - Andrea Doria
  - Caio Duilio
  - Vittorio Veneto
- Nederländernas flotta
  - Hr. Ms. De Zeven Provinciën
- USA:s flotta
  - Boston-klass
  - Providence-klass
  - Leahy-klass
  - Belknap-klass
  - USS Long Beach
  - Kitty Hawk-klass
  - Farragut-klass